# Javier Castañeda
Javier Castañeda López (Madrid, 5 ottobre 1955) è un ex calciatore spagnolo, di ruolo difensore.

## Carriera
Giocò con il Castilla, la squadra filiale del Real Madrid, dal 1974 al 1980.
Giocò per tre stagioni in Tercera División, nel 1977 fu promosso in Segunda B, dopo una stagione fu promosso in Segunda División.
Nella stagione 1979-1980  il Castilla fu finalista in Copa del Rey. Dopo aver eliminato Athletic Club, Real Sociedad e Sporting Gijón (squadre di massima divisione, con la Real Sociedad che terminò il campionato al secondo posto, e gli asturiani di Gijón al terzo), il Castilla incontrò in finale il Real Madrid, che vinse contro la propria squadra affiliata per 6-1.
A fine anno Castañeda si trasferì all'Osasuna. Con la squadra di Pamplona, disputò 11 stagioni, tutte in massima serie.
Nella stagione 1985-1986 esordì in Coppa UEFA ai Trentaduesimi di finale contro il Rangers FC di Glasgow, e collezionò altre tre presenze internazionali. Gli spagnoli furono eliminati ai sedicesimi dai belgi del KSV Waregem. Nello stesso campionato segnò il suo primo e unico gol in Liga, nella vittoria per 2-1 contro lo Sporting Gijón, del 23 febbraio 1986.
Diventò il recordman di presenze con i navarrani. Il suo record venne superato da Patxi Puñal.